# NGC 3395
NGC 3395 este o intermediate spiral galaxy⁠(d) situată în constelația Leul Mic. A fost descoperită în 7 decembrie 1785 de către William Herschel. Se află la o distanță de 15,14 megaparseci de Pământ.